# Mécénat en logiciel libre
 (mai 2011).
Le mécénat en logiciel libre est une récompense proposée par une entreprise ou un particulier pour le développement d'une fonctionnalité d'un projet de logiciel libre. Cette récompense est le plus souvent d'ordre financière mais peut prendre des formes sociales par la mise en relation contractuelle entre différents acteurs économiques.
La notion de mécénat en logiciel libre ne doit pas être confondue avec le mécénat global, un projet de contribution automatique visant au financement de la culture et à la promotion de la culture libre.

## Histoire
Plusieurs sites web de type plateforme de mécénat en logiciel libre pour la mise en relation entre parraineurs et hackers ont existé :
- Bountysource (en) (2003-2023) est l'un des sites web spécialisé les plus connus.
- FOSS Factory (2006-2024) [4].
- Projet Wecena (2008-2012) est une initiative francophone.

## Site web de mise en relation et/ou intermédiaires de paiement
En plus des services listés dans la catégorie ci-dessus, il existe des sites davantage fréquentés concernant le ménécat de logiciels libres, par exemple : Liberapay et Patreon.